# Никитин, Валерий Александрович (политик)
Валерий Александрович Никитин (род. 5 января 1944 года в селе Динамо Нехаевского района Сталинградской области, РСФСР, СССР) — российский политический деятель, депутат Государственной Думы ФС РФ первого созыва (1993—1995)

## Биография
С 1963 по 1966 год проходил срочную военную службу Советской армии. С 1966 по 1968 год работал в городе Краснодар рабочим на Хлопкопрядильной фабрике. В 1973 году получил высшее образование по специальности «преподаватель физики» в Волгоградском государственном педагогическом институте. С 1973 по 1993 год работал в городе Волжском Волгоградской области учителем, заместителем директора школы, директором средней школы, начальником управления народного образования администрации города Волжского.
В 1993 году избран депутатом Государственной думы Федерального Собрания Российской Федерации первого созыва от Волжского одномандатного избирательного округа № 69 (Волгоградская область). В Государственной думе был членом комитета по образованию, культуре и науке, входил в депутатскую группу «Новая региональная политика».

## Законотворческая деятельность
За время исполнения полномочий депутата Государственной думы I созыва выступил соавтором закона «О выплате пенсии за выслугу лет работникам образования, занятым педагогической деятельностью в школах и других учреждениях образования для детей».